# Liste de personnalités liées à Laval (Mayenne)
Ne doit pas être confondu avec Liste de personnalités liées à Laval (Québec).
Cet article liste des personnalités liées à Laval. Voir aussi les comtes de Laval, les maires de Laval, les évêques de Laval.

## XVIesiècle
- Jacques Aubert, médecin ;
- Jérôme d'Avost, poète ;
- Julien Beré, écrivain et médecin ;
- Guillaume Bigot, philosophe ;
- Jean Brouard, religieux ;
- Jean Courte[1], voyageur-commerçant[2], riche bourgeois de Laval. Il entre en religion à la fin de sa vie et entre au Couvent des Jacobins de Laval.
- Olivier de Cuilly, religieux ;
- René Esturmy, religieux[3] ;
- Sylvestre de Laval, théologien ;
- Julien Hayneufve, écrivain jésuite ;
- Pierre Hennier, théologien ;
- Mathurin Le Bret, théologien ;
- Jean Le Frère, historien ;
- Louis de Maulne, religieux de l'abbaye de Clairmont, qui acheva en 1571 une histoire des comtes de Laval, demeurée manuscrite ;
- André Meslay, poète et historien que Charles Maucourt de Bourjolly cite les notes historiques ;
- Jean Moreau, théologien et chanoine de l'église du Mans ;
- Yves de Magistri, religieux ;
- Ambroise Paré, médecin ;
- Pierre Pinçonneau, poète, sieur de la Brochardière, a écrit, pour La Croix du Maine, plusieurs poésies françaises non mises en lumière, soixante-quatre sonnets, odes, élégies, stances; chansons, lesquels se voyent au cabinet de madame de Polligny, près Laval, à laquelle il les a dédiées. ;
- Claude Prieur, religieux ;
- Pierre Ragot, religieux ;
- Dominique Sergent, théologien ;
- Jean Triguel, poète.

## XVIIesiècle
- Claude Allard, prêtre et écrivain
- François Arnoul, religieux ;
- Claude Aveneau, missionnaire ;
- Lézine-Scholastique Berault des Essarts, religieuse ;
- Marin Duval ou encore Mareen Duvall, protestant et un des premiers émigrés américain. Il a reçu un droit d'exploitation des premiers propriétaires de la colonie du Maryland, la famille Calvert ce même jour pour La Val dans la partie sud de la South River dans le Comté d'Anne Arundel dans le Maryland[4] ;
- Francois Froger, explorateur ;
- Jean Garnier, sieur de la Guiardière, qui a composé un poème intitulé La Mer Rouge, demeuré inédit ;
- Frère Gilles, ermite. Il passe sa vie au lieu qui retient encore le nom de l'Ermitage, à moitié chemin de Laval à la chapelle de Pritz. Frère Gilles n'était point entré dans les Saints-Ordres :il avait commencé à se bâtir de ses propres mains une nouvelle demeure; une petite chapelle et une modeste cellule la composaient. Il meurt en 1619 à l'hôpital Saint-Julien de Laval ;
- Daniel Hay du Chastelet, religieux, magistrat, orateur et mathématicien
- Julien Hayneufve, écrivain jésuite ;
- Daniel Le Hirbec, navigateur ;
- Julien Loriot, religieux ;
- François Noël, religieux et écrivain
- François Pyrard, navigateur ;
- Pierre Pyrard, théologien ;
- Vincent Queruau, avocat et écrivain ;
- David Rivault de Fleurence, mathématicien, traducteur d'Archimède.
- François Silatan, écrivain dominicain

## XVIIIesiècle
- Mademoiselle Archambault, écrivain ;
- Yves Bachelot, religieux ;
- François-Julien Barier, orfèvre et graveur ;
- Julien Baudoin, religieux et écrivain ;
- Pierre-Jérôme Chatizel, théologien ;
- Claude Corbineau, général ;
- Jean-Pierre Cotelle de La Blandinière, religieux ;
- Claude-Henri Couanier des Landes, religieux, écrivain ;
- Prosper Delauney, négociant et homme politique ;
- Léon Delauney, diplomate ;
- Pierre-Ulric Dubuisson, écrivain ;
- Michel-René du Mans de Chalais, homme politique ;
- René Enjubault de la Roche, homme politique;
- Gabriel Jean Fabre (1774-1858), général des armées de la République et de l'Empire ;
- René Hardy de Lévaré ;
- Daniel Hay du Chastelet, académicien ;
- Paul Hay du Chastelet, écrivain, académicien ;
- Jacques Lair, directeur des télégraphes ;
- Pierre-François Lasnier de Vaussenay, homme politique;
- Lancelin de Laval, publie en 1769 une traduction en vers du Paradis perdu de John Milton ;
- François Leclerc de Beaulieu, homme politique;
- Jules Leclerc d'Osmonville, homme politique;
- Jean-François Leterme-Saulnier, homme politique;
- Esprit-Aimé Libour, peintre ;
- Julien Loriot, religieux ;
- Pierre Ménard, écrivain ;
- René Pichot de la Graverie, magistrat et juriste ;
- Martial de Savignac, prêtre, mort à Laval ;
- Gervais Tuffin de La Rouërie, chef chouan ;

## XIXesiècle
- Auguste Guays des Touches (1828-1874), homme de lettres, historien et philanthrope.
- Carle Bahon, homme politique ;
- Max Bahon, ingénieur ;
- Paul Boudet, homme politique ;
- Eugène Boullier, auteur des Lettres d'un Pèlerin de Jérusalem
- Louise Bourbonnaud, née Cosseron, écrivaine et exploratrice ;
- Louis Bourlier, traducteur en vers de la Jérusalem délivrée ;
- Adrien Bruneau, peintre ;
- Émile Champion, athlète ;
- Joseph Coincé, religieux ;
- Félix Coquereau, ecclésiastique ;
- Édouard Collignon, ingénieur et scientifique ;
- Armand Corre, médecin et sociologue ;
- Louis Duchemin, traducteur en vers des œuvres de Virgile et d'Horace ;
- Jacques Duchemin des Cepeaux, historien local, conseiller municipal ;
- Paul Flatters, militaire et explorateur ;
- Louis Garnier, architecte ;
- Jean Galland, acteur ;
- Jean-Marie Guyau, écrivain, philosophe ;
- Élie Janvier de La Motte  (°1798 - †1869), magistrat français ;
- Eugène Janvier (1800-1852), homme politique français du XIXe siècle ;
- André Joubin, archéologue ;
- Roger Lambelin, écrivain, journaliste ;
- Napoléon Landais, grammairien, lexicographe, et romancier ;
- Charles Landelle, peintre ;
- Paul Le Breton, homme politique.
- Charles Lecomte, homme politique.
- Louis Lemercier de Neuville, auteur dramatique et marionnettiste ;
- François Victor Jean de Lespérut, homme politique français ;
- Jean-Baptiste Messager, peintre ;
- Louis-Julien Morin de la Beauluère, historien ;
- Prosper Mortou, musicien ;
- Louis Noguères, homme politique ;
- Daniel Œhlert, scientifique ;
- Léopold Ridel (1852-1910), architecte de la ville ;
- Jules-Alphonse-Ignace Rouiet, religieux, écrivain ;
- Magloire Roussel, religieux ;
- Anselme Rubillard, homme politique né en 1826 à Laval
- Gabriel Sarrazin, écrivain ;
- Alexandre-Léopold Sebaux, religieux ;
- Esprit-Adolphe Segrétain, homme politique et écrivain ;
- Théophile Souchu-Servinière, homme politique.
- Virginie Le Taillandier et Charles-Philippe Mesnage, auteurs de recueils de poésies fugitives ;
- André Tello, musicien ;
- Augustine Tuillerie, alias G.Bruno, écrivain.

## XXesiècle
- André Bellessort, écrivain ;
- Gabriel Bougrain, général ;
- Alain Gerbault, navigateur ;
- Géo Ham, illustrateur, dessinateur ;
- Alfred Jarry, écrivain ;
- Robert Le Balle, juriste ;
- Jules Lefranc, peintre ;
- Étienne de Raulin, homme politique, journaliste ;
- Henri Rousseau dit le Douanier, peintre ;
- Henri Trouillard, peintre ;
- Jean Bauer, luthier ;
- Andrée Bordeaux-Le Pecq, artiste ;
- Louis Bucquet, aviateur de l'Escadrille des Cigognes pendant la Première Guerre mondiale ;
- Paul-Louis Férard, poète ;
- François Jousselin, peintre ;
- Pierre Maillard, diplomate ;
- Louis Noguères, homme politique ;
- Lucienne de Saint-Mart, artiste-peintre née à Laval en 1866 et morte en 1953 à Laguna Beach (Californie) aux États-Unis ;
- Robert Tatin, artiste ;
- Robert Tatin d'Avesnières, peintre ;
- Louis Verger, haut-fonctionnaire ;

## Époque contemporaine
- François d'Aubert, homme politique ;
- Bernard Bonnejean, écrivain et chercheur ;
- Éric Boullier, ingénieur ;
- Francis Coquelin, footballeur ;
- Ousmane Dabo, footballeur ;
- Dominique Dardek, sculpteur ;
- Odile Decq, architecte ;
- Thibault de Montalembert, comédien et metteur en scène ;
- Estelle Desanges, actrice ;
- Jacky Durand, cycliste ;
- Guillaume Garot, homme politique, fils de Georges Garot lui aussi homme politique ;
- Madeleine Laurain-Portemer, historien ;
- Gérard Lelièvre, athlète de marche ;
- Jean Néel, scientifique ;
- François Pédron, écrivain ;
- Maurice Pouzet, sculpteur et illustrateur ;
- Pascal Rannou, écrivain ;
- Jean-Yves Reuzeau, écrivain ;
- Ludovic Turpin, cycliste ;
- Frédéric Pommier, journaliste et écrivain ;
- Yann Clairay, pilote automobile ;
- Archimède, groupe de musique rock ;
- Antoine Wiels (1988-), jockey ;
- Romain Salin, footballeur ;
- Louis-Pierre Frileux, Journaliste sportif ;
- Loukian Jacquet, dirigeant syndical ;
- Pierre-Emerick Aubameyang, footballeur ;
- Aurélien Bellanger, écrivain ;
- Gabriel Bordier, athlète français.